# Jättungsmyran
Jättungsmyran este o arie protejată (arie specială de conservare — SAC, sit de importanță comunitară — SCI) din Suedia întinsă pe o suprafață de 838,3 ha, integral pe uscat.

## Localizare
Centrul sitului Jättungsmyran este situat la coordonatele 64°35′31″N 20°02′43″E / 64.592°N 20.0452°E.

## Înființare
Situl Jättungsmyran a fost declarat sit de importanță comunitară în iunie 2001 pentru a proteja 1 specie de animale. Situl a fost protejat și ca arie specială de conservare în martie 2011.

## Biodiversitate
Situată în ecoregiunea boreală, aria protejată conține 4 habitate naturale: Turbării Aapa, Mlaștini împădurite, Taiga vestică, Lacuri și iazuri distrofice naturale.
La baza desemnării sitului se află o specie protejată de  nevertebrate: Dytiscus latissimus.